# روبرت فوكودا
روبرت فوكودا (بالإنجليزية: Robert Fukuda) هو محامي وسياسي أمريكي، ولد في 1922، وتوفي في 12 يوليو 2013. انتخب عضو مجلس النواب في هاواي.